# Steatoda paykulliana
Steatoda paykulliana is een spin behorend tot de kogelspinnen, die in Zuid-Europa, Noord-Afrika en West-Azië voorkomt.
De vrouwtjes worden tot 15 mm groot, de mannetjes worden 5 mm. Deze spin wordt vaak verward met Latrodectus-soorten vanwege het zwarte, kogelvormige achterlijf. Onderscheidt zich door de rode, oranje of gele halvemaan-vormige band aan de voorkant van het achterlijf. Leeft onder rotsen en stenen in gebouwen en plantages. Het neurotoxische gif is toch iets zwakker dan die van de weduwen.